# Kenneth Lyons
Kenneth "Ken" Lyons (Fort Worth, Texas, 21 de enero de 1960) es un exjugador de baloncesto estadounidense. Con 2,01 metros de estatura, jugaba en la posición de ala-pívot.

## Trayectoria deportiva

### Universidad
Jugó cuatro temporadas con los Mean Green de la Universidad del Norte de Texas, en las que promedió 20,6 puntos y 9,2 rebotes por partido. En su última temporada fue incluido en el mejor quinteto de la Southland Conference, tras liderar la conferencia en anotación, con 24,3 puntos por partido. Batió además el récord de puntos de una temporada de los Mean Green, con 728, siendo el único jugador hasta ahora en sobrepasar los 700 puntos en un año, y manteniéndose como el tercer mejor anotador.

### Profesional
Fue elegido en la cuadragésimo séptima posición del Draft de la NBA de 1983 por Philadelphia 76ers, pero no llegó a jugar profesionalmente.